# Oficina Económica del Presidente del Gobierno
La Oficina Económica del Presidente del Gobierno, actualmente llamada Oficina de Asuntos Económicos y G-20, es el órgano directivo de la Presidencia del Gobierno de España encargado de asesor al jefe del Ejecutivo en asuntos relacionados con la política económica.

## Historia

### Antecedentes
Durante el primer Gobierno de José María Aznar, entre 1996 y 2000, existió en la Presidencia del Gobierno una Oficina del Presupuesto, que asesoraba al presidente en la formulación de la política presupuestaria, así como en el seguimiento de los Presupuestos Generales del Estado. Además de este órgano con rango de Secretaría de Estado, existía dentro del Gabinete un Departamento de Asuntos Económicos y Sociales, con rango de Dirección General, para asesoramiento en estas materias. La mencionada Oficina pasó a depender del Gabinete en 1998, rebajando su nivel orgánico al de Subsecretaría.
Se suprimió en el año 2000 y, durante la segunda legislatura de Aznar, las competencias económico presupuestarias las asumió el mencionado Departamento, que se renombró como Departamento de Economía.

### La Oficina
Con un nuevo liderazgo en el Gobierno de la Nación, José Luis Rodríguez Zapatero creó la Oficina Económica del Presidente del Gobierno (OEPG), con rango de Secretaría de Estado. Esta oficina absorvió el Departamento de Economía, que se renombró como Departamento de Política Económica, y las competencias sobre bienestar social y desarrollo sostenible del Departamento de Bienestar y Educación.
Durante la segunda legislatura de Rodríguez Zapatero, la Oficina pasó a depender del Gabinete del Presidente del Gobierno, con categoría de Subsecretaría y, en el año 2010, como otros órganos de la Administración, se vio afectada por la crisis económica, siendo rebajada la categoría del director del Departamento de Política Economía a la de subdirector general.
El nuevo presidente del Gobierno, Mariano Rajoy, le devolvió la categoría de Secretaría de Estado en diciembre de 2011, dejando de depender del director del Gabinete. Reorganizada a principios de 2012, el Departamento de Política Económica se dividió en dos: un Departamento de Economía Internacional y otro denominado Secretaría Técnica de la Comisión Delegada para Asuntos Económicos que, además de coordinar los trabajos preparatorios de la Comisión Delegada del Gobierno para Asuntos Económicos —función que hasta entonces ejercía el Ministerio de Economía y Hacienda—, también hacía informes sobre política económica nacional y competencias del suprimido Departamento de Política Social e Industrial. En septiembre de 2013 se suprimió el Departamento de Economía Internacional, que fue sustituido por una Dirección General de Políticas Financieras, Macroeconómicas y Laborales.
En el año 2018, el presidente del Gobierno, Pedro Sánchez, reorganizó el área de asesoría económica presidencial, suprimiendo la Oficina Económica por Real Decreto 419/2018, de 18 de junio, transfiriendo la Secretaría Técnica de la mencionada Comisión Delegada al Ministerio de Economía y trasladando el resto de competencias a la Dirección Adjunta del Gabinete de la Presidencia del Gobierno, a través del Departamento de Asuntos Económicos.
La Oficina Económica presidencial se restableció en 2020, bajo el nombre de Secretaría General de Asuntos Económicos y G20, asumiendo, además de sus competencias tradicionales, las relacionadas con los asuntos del G20 y con el Plan de Recuperación, Transformación y Resiliencia.
A finales de 2023, se restableció la categoría de Secretaría de Estado y se renombró como Oficina de Asuntos Económicos y G-20.

## Estructura
De la Oficina Económica del Presidente dependen:
- El Departamento de Proyectos Estratégicos y Políticas Sectoriales, con rango de Dirección General.
  - La Unidad de Proyectos Estratégicos, con rango de Subdirección General.
- La Unidad de Políticas Macroeconómicas y Laborales, con rango de Subdirección General.
- La Unidad de Economía Internacional y G-20, con rango de Subdirección General
- La Unidad de Seguimiento del Plan de Recuperación, Transformación y Resiliencia, con rango de Subdirección General.

Asimismo, cuenta con un Gabinete, con nivel orgánico de Subdirección General, para la asistencia inmediata al secretario de Estado-director de la Oficina.

## Directores
| Nombre                     | Mandato   | Presidente del Gobierno      | Ref.          |
| -------------------------- | --------- | ---------------------------- | ------------- |
| Miguel Sebastián Gascón    | 2004-2006 | José Luis Rodríguez Zapatero | [ 16 ]        |
| David Taguas Coejo         | 2006-2008 | José Luis Rodríguez Zapatero | [ 17 ]        |
| Javier Vallés Liberal      | 2008-2011 | José Luis Rodríguez Zapatero | [ 18 ]        |
| Álvaro María Nadal Belda   | 2011-2016 | Mariano Rajoy                | [ 19 ]        |
| Eva Valle Maestro          | 2016-2018 | Mariano Rajoy                | [ 20 ]        |
| Cargo suprimido.           |           |                              |               |
| Manuel de la Rocha Vázquez | 2020-     | Pedro Sánchez                | [ 21 ] [ 14 ] |